# Štadión pod Zoborom
El Štadión pod Zoborom o Štadión Nitra es un estadio de fútbol ubicado en la ciudad de Nitra, Eslovaquia. Fue inaugurado en 1909 con una capacidad de 11 300 personas y renovado completamente en 2018, actualmente posee una capacidad para 7500 espectadores todos sentados, siendo el estadio en el que disputa sus partidos el club FC Nitra de la Superliga de Eslovaquia.
En 2018 comenzó la reconstrucción del estadio para 7480 espectadores. El coste estimado fue de 7,9 millones de euros. El gobierno eslovaco aportó 2,4 millones de euros del costo. La ciudad de Nitra aportó € 5,5 millones.

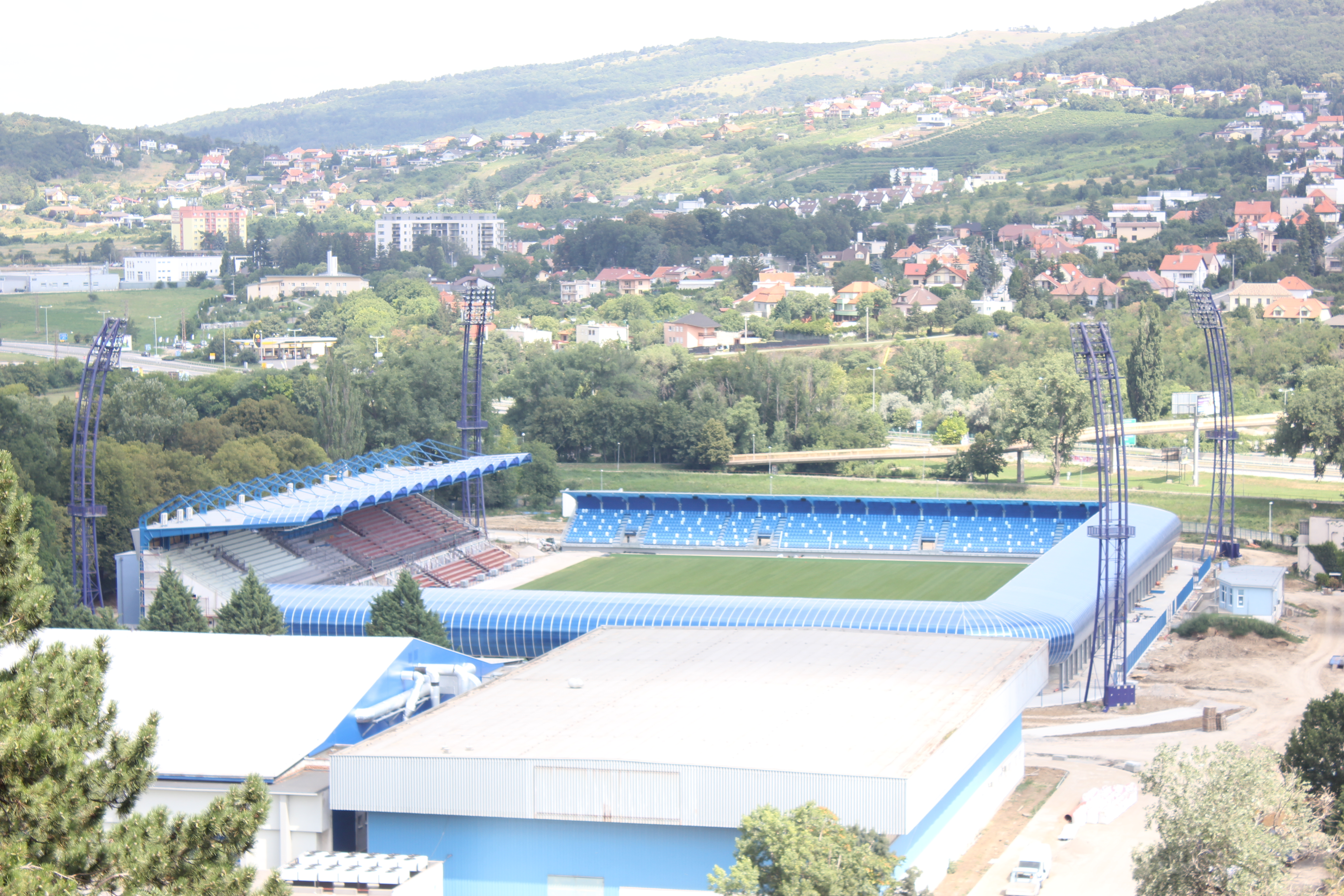
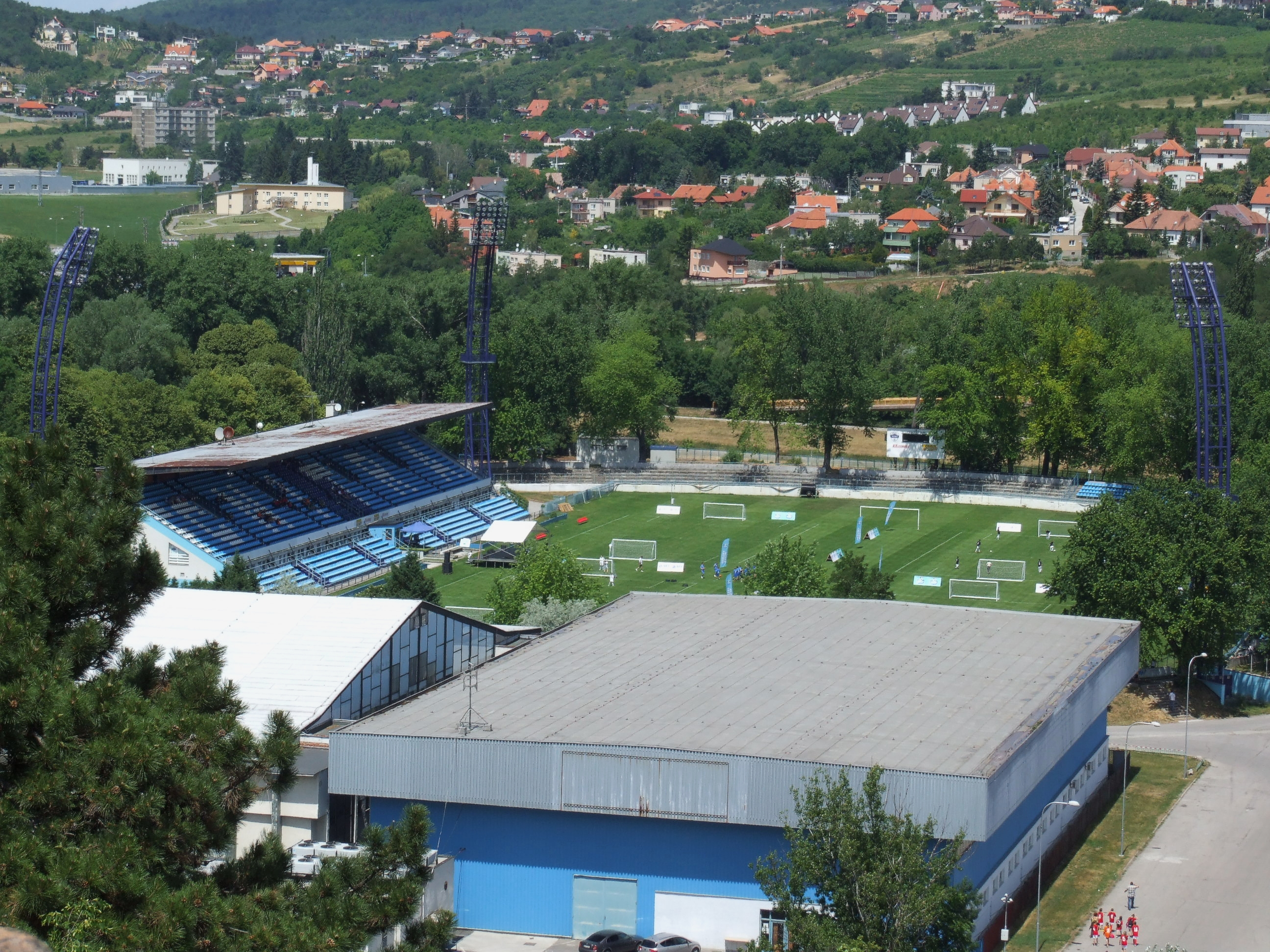